# Bradystichus panie
Bradystichus panie is een spinnensoort in de taxonomische indeling van de kraamwebspinnen (Pisauridae).
Het dier behoort tot het geslacht Bradystichus. De wetenschappelijke naam van de soort werd voor het eerst geldig gepubliceerd in 1993 door Norman I. Platnick & Raymond Robert Forster.